# Vulcano di Fango Flop
Der Vulcano di Fango Flop ist ein Tiefseeberg, konkret ein Schlammvulkan, in der Drakestraße nördlich des Archipels der Südlichen Shetlandinseln in der Antarktis. Er liegt westlich von Elephant Island, nimmt eine Fläche von etwa 75 km² ein und erhebt sich 115 m vom Meeresboden. Sein Gipfel liegt 2363 m unter dem Meeresspiegel.
Wissenschaftler des zwischen 2003 und 2004 durchgeführten BSR-Projekts an Bord des Forschungsschiffs Explora entdeckten ihn. Benannt ist der Berg seit 2007 nach dem 1705 m hohen Monte Flop am Rand des Aupatals in den italienischen Alpen.